# NA-718
La NA-718 es una carretera de interés para la Comunidad Foral de Navarra, tiene una longitud de 39,4 km, comunica la Barranca con Tierra Estella y atraviesa Urbasa.

## Recorrido
| Denominación | Kilómetro | Salida                 | Carretera              | Dirección              |
| ------------ | --------- | ---------------------- | ---------------------- | ---------------------- |
| NA-718       | 0         |                        | NA-132-A               | Estella Acedo          |
| NA-718       | 1         |                        | NA-7189                | Eraul                  |
| NA-718       | 3         |                        | NA-7139                | Eulz                   |
| NA-718       | 4         |                        | NA-7138                | Larrión                |
| NA-718       | 4         |                        | NA-7137                | Galdeano               |
| NA-718       | 5         | Travesía de Amillano   | Travesía de Amillano   | Travesía de Amillano   |
| NA-718       | 5         |                        | NA-7136                | Artavia                |
| NA-718       | 13        |                        | NA-7187                | Baquedano              |
| NA-718       | 13        |                        | NA-7131                | Baríndano              |
| NA-718       | 14        | Travesía de Zudaire    | Travesía de Zudaire    | Travesía de Zudaire    |
| NA-718       | 16        |                        | NA-7130                | Améscoa                |
| NA-718       | 36        |                        | NA-7183                | Alsasua                |
| NA-718       | 38        | Travesía de Olazagutía | Travesía de Olazagutía | Travesía de Olazagutía |
| NA-718       | 38        |                        | NA-2410                | Alsasua                |
| NA-718       | 39        |                        | A-1                    | Irún                   |